# Tiziano festményeinek listája
Az alábbi nem teljes lista Tiziano Vecellio reneszánsz festő festményeit tartalmazza.

## Művei időrendben
| Festmény | Cím                                                                                          | Dátum           | Méret            | Múzeum, gyűjtemény |
| -------- | -------------------------------------------------------------------------------------------- | --------------- | ---------------- | --- |
|          | Christ Carrying the Cross                                                                    | 1505            | 68 × 88,3 cm     | Scuola Grande di San Rocco, Velence Szerzősége vitatott: Tiziano vagy Giorgione.                                                                      |
|          | Madonna and Child ("Bache Madonna")                                                          | 1508 körül      | 45 × 55 cm       | Metropolitan Művészeti Múzeum, New York |
|          | Portrait of a Man (A Man with a Quilted Sleeve)                                              | 1508–1510 körül | 81,2 × 66,3 cm   | National Gallery, London |
|          | Portrait of a Lady (La Schiavona)                                                            | 1509–1510 körül | 117 × 97 cm      | National Gallery, London |
|          | Mária gyermekével és Szent Pállal                                                            | 1510 körül      | 110 × 95 cm      | Szépművészeti Múzeum, Budapest |
|          | Pastoral Concert                                                                             | 1510 körül      | 118 × 138 cm     | Louvre, Párizs. Szerzősége vitatott: Tiziano vagy Giorgione                                                                                           |
|          | Portrait of a Man in a Red Cap                                                               | 1510 körül      | 82 × 71 cm       | Frick Collection, New York |
|          | St. Mark Enthroned                                                                           | 1510/11         | 218 × 149 cm     | Santa Maria della Salute, Velence |
|          | Miracle of the Jealous Husband                                                               | 1511            | 340 × 207 cm     | Scuola di Sant'Antonio, Padova |
|          | Miracle of the Irascible Son                                                                 | 1511            | 340 × 207 cm     | Scuola di Sant'Antonio, Padova |
|          | Miracle of the Newborn Infant                                                                | 1511            | 340 × 355 cm     | Scuola di Sant'Antonio, Padova |
|          | Noli me tangere                                                                              | 1511–1515 körül | 109 × 91 cm      | National Gallery, London |
|          | Woman with a Mirror                                                                          | 1511–1515 körül | 96 × 76 cm       | Louvre, Párizs |
|          | The Three Ages of Man                                                                        | 1512 körül      | 106 × 182 cm     | National Gallery of Scotland, Edinburgh |
|          | Madonna and Child ("The Gypsy Madonna")                                                      | 1512 körül      | 66 × 83,8 cm     | Bécsi Szépművészeti Múzeum, Bécs |
|          | Balbi Holy Conversation (Madonna and Child with Sts. Catherine and Dominic and a Donor)      | 1512-1514 körül | 130 × 185 cm     | Fondazione Magnani-Rocca, Traversetolo |
|          | Portrait of Jacopo Sannazaro                                                                 | 1514–1518 körül | 86 × 72,7 cm     | Royal Collection, London |
|          | Flora                                                                                        | 1515 körül      | 79 × 63 cm       | Uffizi, Firenze |
|          | Portrait of a Man                                                                            | 1515 körül      | 50 × 45 cm       | Metropolitan Művészeti Múzeum, New York |
|          | Salome                                                                                       | 1515 körül      | 90 × 72 cm       | Doria Pamphilj Gallery, Róma |
|          | Kirschenmadonna                                                                              | 1515 körül      | 81 × 99,5 cm     | Bécsi Szépművészeti Múzeum, Bécs |
|          | Vanity                                                                                       | 1515 körül      | 97 × 81 cm       | Alte Pinakothek, München |
|          | Violante                                                                                     | 1515–1516 körül | 65 × 51 cm       | Bécsi Szépművészeti Múzeum, Bécs |
|          | Lucretia and her Husband (vagy Tarquin and Lucretia)                                         | 1515–1520 körül | 82 × 68 cm       | Bécsi Szépművészeti Múzeum, Bécs Szerzősége vitatott: feltehetően Palma Vecchio                                                                       |
|          | An Unknown Man in a Black Plumed Hat                                                         | 1515–1520 körül | 70,5 × 63 cm     | Petworth House, National Trust, Petworth |
|          | Égi és földi szerelem                                                                        | 1515–1516 körül | 118 × 279 cm     | Galleria Borghese, Róma |
|          | The Tribute Money                                                                            | 1516 körül      | 75 × 56 cm       | Gemäldegalerie Alte Meister, Drezda |
|          | Assumption of the Virgin                                                                     | 1516–1518 körül | 690 × 360 cm     | Basilica di Santa Maria Gloriosa dei Frari, Velence                                                                                                   |
|          | The Virgin and Child with Saint George and Saint Dorothy                                     | 1516 körül      | 86 × 130 cm      | Prado, Madrid |
|          | The Bacchanal of the Andrians                                                                | 1518–1519 körül | 175 × 193 cm     | Prado, Madrid |
|          | The Worship of Venus                                                                         | 1518–1520       | 172 × 175 cm     | Prado, Madrid |
|          | Malchiostro Annunciation                                                                     | 1520 körül      | 210 × 176 cm     | Duomo, Treviso |
|          | Portrait of Vincenzo Mosti                                                                   | 1520 körül      | 85 × 67 cm       | Galleria Palatina, Firenze |
|          | Gozzi Altarpiece                                                                             | 1520            | 312 × 215 cm     | Pinacoteca civica Francesco Podesti, Ancona |
|          | Averoldi Polyptych                                                                           | 1520–1522 körül | 278 × 292 cm     | Church of Santi Nazaro e Celso, Brescia |
|          | Venus Anadyomene                                                                             | 1520 körül      | 74 × 58,4 cm     | National Gallery of Scotland, Edinburgh |
|          | Altarpiece of the Resurrection (the Averoldi Polyptych) (középső tábla)                      | 1520–1522 körül | 278 × 122 cm     | Santi Nazaro e Celso, Brescia |
|          | Bacchus and Ariadne                                                                          | 1522–1523 körül | 175 × 190 cm     | National Gallery, London |
|          | Man with a Glove                                                                             | 1520–1523 körül | 100 × 89 cm      | Louvre, Párizs |
|          | The Entombment                                                                               | 1523–1525 körül | 148 × 225 cm     | Louvre, Párizs |
|          | Pesaro Madonna                                                                               | 1519–1526 körül | 478 × 268 cm     | Basilica di Santa Maria Gloriosa dei Frari, Velence                                                                                                   |
|          | Portrait of Federico II Gonzaga                                                              | 1525–1528 körül | 125 × 99 cm      | Prado, Madrid |
|          | Madonna and Child with St. Catherine and a Rabbit                                            | 1530            | 71 × 85 cm       | Louvre, Párizs |
|          | Portrait of Giacomo Dolfin                                                                   | 1531–1532 körül | 101 × 88 cm      | Los Angeles County Museum of Art (LACMA) |
|          | Madonna and Child with Saint John the Baptist and Saint Catherine (The Aldobrandini Madonna) | 1532 körül      | 101 × 142,2 cm   | National Gallery, London |
|          | Portrait of Charles V with a Dog                                                             | 1532–1533 körül | 192 × 111 cm     | Prado, Madrid |
|          | The Penitent Magdalene                                                                       | 1531–1533 körül | 85 × 68 cm       | Pitti-palota, Firenze |
|          | Mária templomba menetele                                                                     | 1534–1538 körül | 345 x 775 cm     | Akadémiai Képtár, Velence |
|          | Portrait of Isabella d'Este                                                                  | 1534–1536 körül | 102 × 64 cm      | Bécsi Szépművészeti Múzeum, Bécs |
|          | Girl in a Fur                                                                                | 1535 körül      | 95 × 63 cm       | Bécsi Szépművészeti Múzeum, Bécs |
|          | The Supper at Emmaus                                                                         | 1535–1540 körül | 169 × 244 cm     | Louvre, Párizs |
|          | La Bella                                                                                     | 1536            | 100 × 75 cm      | Pitti-palota, Firenze |
|          | Portrait of a Young Woman with Feather Hat                                                   | 1536 körül      | 97 × 75 cm       | Ermitázs, Szentpétervár |
|          | Portrait of Francesco Maria I della Rovere, Duke of Urbino                                   | 1536–1538 körül | 114 × 100 cm     | Uffizi, Firenze |
|          | Portrait of Pietro Aretino                                                                   | 1537 körül      | 102 × 86 cm      | Frick Collection, New York |
|          | Portrait of Eleonora Gonzaga, Duchess of Urbino                                              | 1538            | 114 × 102.2 cm   | Uffizi, Firenze |
|          | Urbinói Venus                                                                                | 1538            | 119 × 165 cm     | Uffizi, Firenze |
|          | Pietro Bembo bíboros portréja                                                                | 1540            | 94 × 76,5 cm     | National Gallery of Art, Washington, D.C. |
|          | Andrea Gritti dózse portréja                                                                 | 1540            | 133 × 103,2 cm   | National Gallery of Art, Washington, D.C. |
|          | IV. Szixtusz pápa portréja                                                                   | 1540 körül      | 110 × 87 cm      | Uffizi, Firenze |
|          | Alfonso d'Avalos Addressing his Troops                                                       | 1540–1541 körül | 223 × 165 cm     | Prado, Madrid |
|          | Portrait of Clarissa Strozzi                                                                 | 1542            | 115 × 98 cm      | Gemäldegalerie (Berlin) |
|          | The Crowning with Thorns                                                                     | 1542–1544 körül | 303 × 180 cm     | Louvre, Párizs |
|          | Portrait of a Young Englishman                                                               | 1540–1545 körül | 111 × 93 cm      | Pitti-palota, Firenze |
|          | Ranuccio Farnese portréja                                                                    | 1542            | 90 × 73,6 cm     | National Gallery of Art, Washington, D.C. |
|          | III. Pál pápa portréja                                                                       | 1543            | 108 × 80 cm      | Museo di Capodimonte, Nápoly |
|          | Ecce Homo                                                                                    | 1543            | 242 × 361 cm     | Bécsi Szépművészeti Múzeum, Bécs |
|          | Cain Slaying Abel                                                                            | 1543–44         | 292,1 × 280.0 cm | Santa Maria della Salute, Velence |
|          | David and Goliath                                                                            | 1543–44         | 292,1 × 281.9 cm | Santa Maria della Salute, Velence |
|          | Pietro Aretino portréja                                                                      | 1545 körül      | 98 × 78 cm       | Pitti-palota, Firenze |
|          | Pope Paul III and his Grandsons                                                              | 1546            | 210 × 174 cm     | Museo di Capodimonte, Nápoly |
|          | Danaë (one of at least four versions)                                                        | 1546            | 120 × 172 cm     | Museo di Capodimonte, Nápoly |
|          | Portrait of the Vendramin Family                                                             | 1547            | 206 × 301 cm     | National Gallery, London |
|          | Equestrian Portrait of Charles V                                                             | 1548            | 332 × 279 cm     | Prado, Madrid |
|          | V. Károly császár                                                                            | 1548            | 205 × 122 cm     | Alte Pinakothek, München |
|          | Portrait of Isabella of Portugal                                                             | 1548            | 117 × 93 cm      | Prado, Madrid |
|          | Venus with the Organist                                                                      | 1548            | 148 × 217 cm     | Prado, Madrid |
|          | John Frederick I, Elector of Saxony in Armour                                                | 1548            | 129 × 93 cm      | Prado, Madrid |
|          | The Punishment of Tythus                                                                     | 1549            | 253 × 217 cm     | Prado, Madrid |
|          | Sisyphus                                                                                     | 1549            | 237 × 216 cm     | Prado, Madrid |
|          | Saint John the Almoner                                                                       | 1549 körül      | 229 × 156 cm     | San Giovanni Elemosinario, Velence |
|          | The Fall of Man                                                                              | 1550 körül      | 240 × 186 cm     | Prado, Madrid |
|          | Mater Dolorosa                                                                               | 1550            | 68 × 61 cm       | Prado, Madrid |
|          | Portrait of John Frederick I, Elector of Saxony                                              | 1550            | 104 × 83 cm      | Bécsi Szépművészeti Múzeum, Bécs |
|          | Portrait of a Lady and her Daughter                                                          | c.1550          | 88 × 80,7 cm     | Rubenshuis, Antwerpen |
|          | Venus and Musician                                                                           | 1550 körül      | 115 × 280 cm     | Gemäldegalerie, Berlin |
|          | Knight of Malta with a watch                                                                 | 1550 körül      | 122 × 101 cm     | Prado, Madrid |
|          | Saint Jerome in Penitence                                                                    | 1550–1560       | 255 × 125 cm     | Palazzo di Brera, Milánó |
|          | Portrait of Philip II in Armour                                                              | 1551            | 193 × 111 cm     | Prado, Madrid |
|          | Portrait of Cardinal Cristoforo Madruzzo                                                     | 1552            | 230 x 131 cm     | São Paulo Museum of Art, São Paulo |
|          | The Holy Trinity (La Gloria)                                                                 | 1551–1554       | 346 × 240 cm     | Prado, Madrid |
|          | Vénusz és Adonisz                                                                            | 1553–1554       | 186 × 207 cm     | Prado, Madrid Két másik változata a római Galleria Nazionale d'Arte Antica és a New York-i Metropolitan Művészeti Múzeum gyűjteményében található.    |
|          | Marcantonio Trivisano dózse képmása                                                          | 1553–1554 körül | 100 × 86,5 cm    | Szépművészeti Múzeum, Budapest Az eredeti festmény megsemmisült, Tiziano 1577-ben festette meg újra.                                                  |
|          | Mater Dolorosa with Open Hands                                                               | 1554            | 68 × 53 cm       | Prado, Madrid |
|          | Danaë and the Shower of Gold                                                                 | 1554            | 128 × 178 cm     | Prado, Madrid |
|          | Perszeusz és Androméda                                                                       | 1554–1556 körül | 175 × 189,5 cm   | The Wallace Collection, London |
|          | Portrait of Philip II                                                                        | c.1554          | 187 × 98,5 cm    | Museo di Capodimonte, Nápoly |
|          | Portrait of Queen Christina of Denmark                                                       | 1555–1556 körül | 112 × 83 cm      | Szerb Nemzeti Múzeum, Belgrád |
|          | Venus with a Mirror                                                                          | 1555 körül      | 125 × 105,5 cm   | National Gallery of Art, Washington, D.C. |
|          | Vénusz és Adonisz                                                                            | 1555 körül      | 106 × 133 cm     | Metropolitan Művészeti Múzeum, New York Két másik változata a madridi Pradóban és római Galleria Nazionale d'Arte Antica gyűjteményében található.    |
|          | Filippo Archinto, Archbishop of Milan                                                        | 1555 körül      | 118 × 94 cm      | Metropolitan Művészeti Múzeum, New York |
|          | Venus and the Lute Player                                                                    | 1555–1565 körül | 150 × 196 cm     | Fitzwilliam Museum, Cambridge |
|          | Diana and Actaeon                                                                            | 1556–1559       | 190,3 × 207 cm   | National Gallery, London National Gallery of Scotland, Edinburgh                                                                                      |
|          | Crucifixion                                                                                  | 1558            | 371 × 197 cm     | Church of San Domenico, Ancona |
|          | The Martyrdom of Saint Lawrence                                                              | 1559            | 500 × 280 cm     | I Gesuiti, Velence |
|          | Diána és Kallisztó                                                                           | 1559            | 187 × 205 cm     | National Gallery of Scotland, Edinburgh |
|          | The Entombment                                                                               | 1559            | 137 × 175 cm     | Prado, Madrid |
|          | The Rape of Europa                                                                           | 1559–1562       | 185 × 205 cm     | Isabella Stewart Gardner Museum, Boston |
|          | Annunciation                                                                                 | 1559–1564       | 410 × 240 cm     | San Salvador, Velence |
|          | The Death of Actaeon                                                                         | 1559–1575 körül | 178 × 198,1 cm   | National Gallery, London |
|          | Madonna a gyermekkel esti tájban                                                             | 1560 körül      | 174 × 133 cm     | Alte Pinakothek, München |
|          | Salome                                                                                       | 1560 körül      | 87 × 80 cm       | Prado, Madrid |
|          | Vénusz és Adonisz -                                                                          | 1560 körül      | 187 × 184 cm     | Galleria Nazionale d'Arte Antica, Rome Két másik változata a madridi Pradóban és a New York-i Metropolitan Művészeti Múzeum gyűjteményében található. |
|          | Madonna and Child with Saints Luke and Catherine of Alexandria                               | 1560 körül      | 128 × 169,7 cm   | magángyűjtemény |
|          | Önarckép                                                                                     | 1560–1562 körül | 96 × 72 cm       | Gemäldegalerie, Berlin |
|          | The Tribute Money                                                                            | 1560–1568 körül | 112 x 103,2 cm   | National Gallery, London |
|          | The Penitent Magdalene                                                                       | 1565 körül      | 118 × 97 cm      | Eermitázs, Szentpétervár |
|          | Saint Dominic                                                                                | 1565 körül      | 97 × 80 cm       | Galleria Borghese, Róma |
|          | Allegory of Prudence                                                                         | 1565–1570 körül | 76 × 68,6 cm     | National Gallery, London |
|          | Venus and a Lute Player                                                                      | 1565-1570 körül | 165 × 209 cm     | Metropolitan Művészeti Múzeum, New York |
|          | The Entombment                                                                               | 1566            | 130 × 168 cm     | Prado, Madrid |
|          | Önarckép                                                                                     | 1567 körül      | 86 × 65 cm       | Prado, Madrid |
|          | Portrait of Jacopo Strada                                                                    | 1567–1568 körül | 125 × 95 cm      | Bécsi Szépművészeti Múzeum, Bécs |
|          | Tarquin and Lucretia                                                                         | 1571            | 189 × 145 cm     | Fitzwilliam Museum, Cambridge |
|          | Marszüasz megnyúzása                                                                         | 1570-1576 körül | 212 × 207 cm     | National Museum, Kroměříž, Csehország |
|          | Nymph and Shepherd                                                                           | 1570–1576 körül | 150 × 187 cm     | Bécsi Szépművészeti Múzeum, Bécs |
|          | Pietà                                                                                        | 1570–1576 körül | 351 × 389 cm     | Accademia, Venice |
|          | Krisztus töviskoronázása                                                                     | 1570–1576 körül | 280 × 181 cm     | Alte Pinakothek, München |
|          | II. Fülöp a győzelem angyalának ajánlja a gyermek Ferdinándot                                | 1573–1575 körül | 335 × 274 cm     | Prado, Madrid |